# Mayday
Mayday, internationalt radiotelefonisk nødsignal, kommer fra det franske udtryk "venez m'aider" som betyder "kom og hjælp mig", men hvor "venez" ("kom") er faldet væk.
Indenfor luftfart og søfart bruges ordet "Mayday" i såkaldte nødmeldinger som den mest "akutte" form for nødråb. En sådan meddelelse indledes med "Mayday, mayday, mayday!" (altid 3 gange efter hinanden for at undgå at tilfældig støj bliver forstået som et nødkald), efterfulgt af oplysninger om fartøjets identitet, position, situation samt den kaldendes hensigter.
Lidt mindre "presserende" er de såkaldte ilmeldinger, hvor ordet Pan-pan bruges. Forskellen mellem il- og nødmeldinger defineres således, at en situation der udløser en nødmelding kræver hjælp med det samme for at undgå skader, mens ilmeldinger handler om situationer der kræver hjælp "indenfor kort tid".
I forbindelse med nødmeldinger per radio er etableret et antal rutiner som bl.a. indbefatter krav om at andre fartøjer i nærheden skal udvise opmærksomhed og i visse tilfælde gentage meldingen på vegne af den nødstedte – en såkaldt "mayday relay" melding. Desuden skal al radiotrafik på nødkanalerne ophøre fra stationer som ikke er implicerede i situationen.